# Bruno Cremer
Bruno Jean Marie Crémer (n. 6 octombrie 1929, Saint-Mandé, Seine, Franța – d. 7 august 2010, Paris, Franța) a fost un actor francez, care a avut o carieră îndelungată pe scenele de teatru, dar a avut succes și în filmele de cinematografie și de televiziune.

## Biografie
Cariera sa pe scenă a inclus rolul lui Thomas Beckett în premiera mondială din 1959 a piesei Beckett de Jean Anouilh.
În 1957, a debutat ca actor de film în Send a Woman When the Devil Fails (cunoscut și ca When a Woman Meddles sau When the Woman Gets Confused), alături de Alain Delon.
A devenit cunoscut îndeosebi ca actor de televiziune. L-a interpretat pe Antonio Espinosa în miniseriile italiene Caracatița 4 (1989) și Caracatița 5 (1990). El a fost foarte cunoscut în Franța și în lumea francofonă pentru interpretarea faimosului detectiv Maigret într-un serial de televiziune cu 54 de episoade, filmate în perioada 1991-2005.
Bruno Cremer a fost căsătorit de două ori. Din prima sa căsătoreie avea un fiu, Stéphane, care este scriitor. S-a căsătorit a doua oară în decembrie 1984; împreună cu soția sa Chantal a avut două fiice (Constance și Marie-Clémentine).
În 2000, el a publicat o autobiografie intitulată Un certain jeune homme (Un anumit tânăr).
Bruno Cremer a murit la 7 august 2010, la Paris, la vârsta de 80 de ani. El suferea de mai mulți ani de cancer.

## Filmografie selectivă
- 1965 The 317th Platoon
- 1966 Arde Parisul? ( Paris brûle-t-il ?), regia René Clément
- 1968 Les Gauloises bleues
- 1970 The Time to Die
- 1972 Atentatul (L'Attentat), regia Yves Boisset
- 1976 L'Alpagueur
- 1977 Vrăjitorul (Sorcerer), regia William Friedkin
- 1978 A Simple Story
- 1985 Derborence
- 1989 Noce Blanche, cu Vanessa Paradis
- 1990 Tumultes
- 2000 Sous le sable